# Хотинська битва (монета)
«Хотинська битва» — ювілейна монета номіналом 5 гривень, випущена Національним банком України, присвячена 400 літтю Хотинської битви. Під час битви у вересні 1621 року спільні сили запорозько-польсько-литовського війська на молдавському кордоні зупинили військо Османської імперії султана Османа ІІ. Запорізьке військо очолювалось полководцем Петром Конашевичем-Сагайдачним.
Презентація монети відбулася у київській галереї «Екогінтокс», де також презентовано виставку поштових марок і конвертів Литви, Польщі та України, історичних артефактів і реліквій того періоду з українських та закордонних приватних колекцій та серію картин «Хотинська війна 1621 року» Андрія Холоменюка.
Монету введено в обіг 29 жовтня 2021 року. Вона належить до серії «Герої козацької доби»»..

## Опис та характеристики монети
| Номінал грн. | Метал      | Маса, грам | Діаметр, мм. | Якість виготовлення       | Гурт     | Тираж, штук |
| ------------ | ---------- | ---------- | ------------ | ------------------------- | -------- | ----------- |
| 5            | нейзильбер | 16.54      | 35,0         | спеціальний анциркулейтед | рифлений | 35 000      |

### Аверс
На аверсі монети на дзеркальному тлі розміщено малий Державний Герб України, праворуч від якого напис «УКРАЇНА» (угорі). В центрі монети розташована композицію облоги під час Хотинської битви, де ліворуч розміщена фортеця, праворуч від якої війська захисників, навколо яких розміщені клуби диму. Угорі за річкою та праворуч від фортеці карбований стилізований табір супротивників. На тлі фортеці розташований напис номіналу монети «5 ГРИВЕНЬ», під яким на матовому тлі рік карбування монети 2021, під яким логотип Банкнотно-монетного двору Національного банку України.

### Реверс
На реверсі монети зображено гетьмана Петра Сагайдачного (на передньому плані). На другому плані розміщені постаті воїнів, ліворуч від яких на дзеркальному тлі розміщено написи: «ХОТИНСЬКА БИТВА», «1621 РІК».

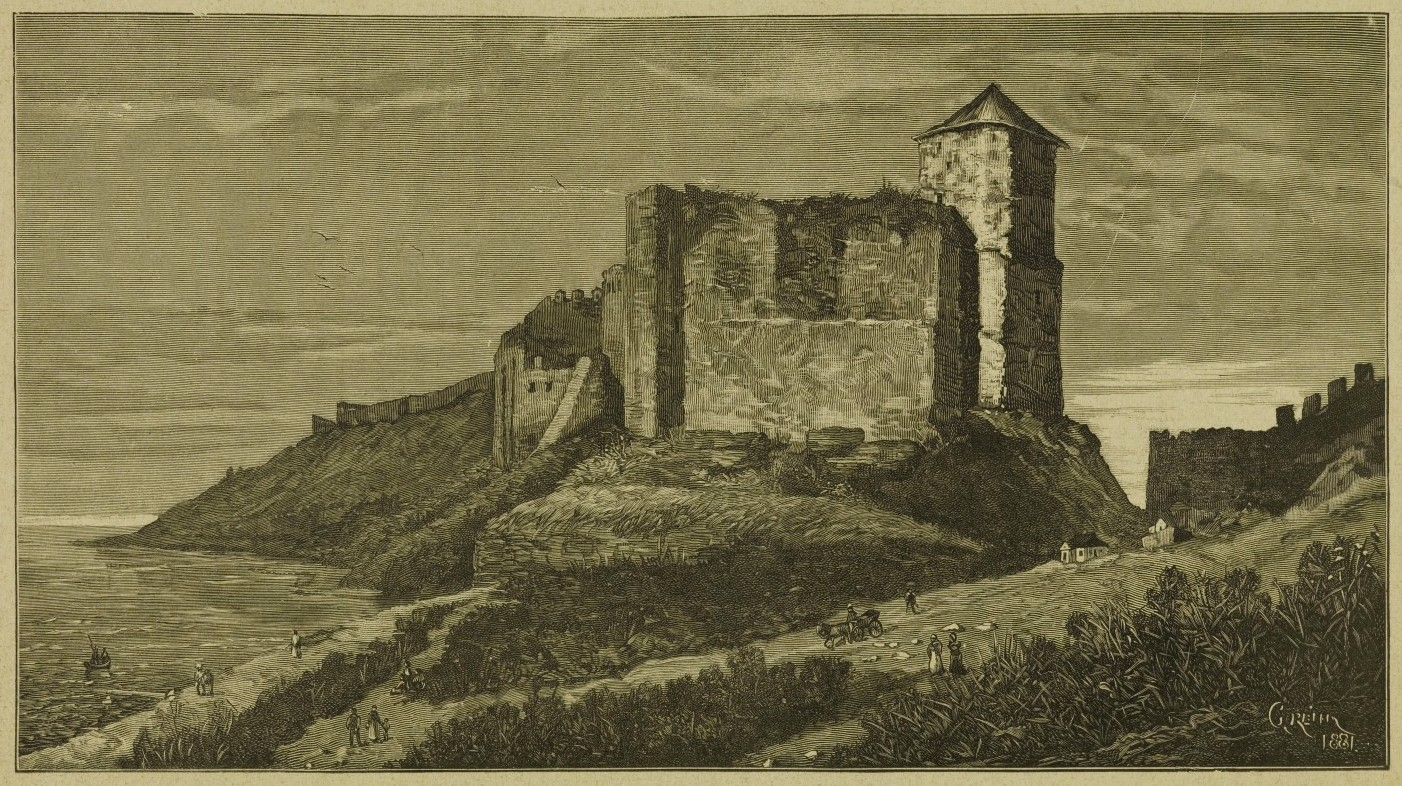
Руїни Хотинського замку (1881 рік)

## Автори
- Художник: Кузьмін Олександр
- Скульптори: Іваненко Святослав, Атаманчук Володимир.

## Вартість монети
Роздрібна ціна Національного банку України на монету, 2021 року становила 57 гривень.
Фактична приблизна вартість монети з роками змінювалася так:
| Рік        | 2022 | 2023 | 2024 | 2025 |
| ---------- | ---- | ---- | ---- | ---- |
| Ціна, грн. | 75   | 90   | 150  | 175  |